# Faro di Sandy Hook
Il faro di Sandy Hook è un faro statunitense situato sull'omonimo banco di sabbia, che si trova al largo della cittadina di Middletown in New Jersey, di fronte all'ingresso della baia di New York. Costruito nel 1764, è il faro ancora funzionante più antico degli Stati Uniti.

## Storia
Originariamente chiamato faro di New York essendo stato edificato per aiutare le navi in avvicinamento del porto della città, il faro venne costruito sotto la supervisione del costruttore newyorkese Isaac Conro ed entrò in funzione l'11 giugno 1764. La sua costruzione, così come l'acquisto di alcuni acri di terreno sull'isolotto di Sandy Hook, erano stati parzialmente finanziati tramite la vendita dei biglietti di due lotterie.
Nel 1867 il faro venne equipaggiato con una lente di Fresnel e nel 1888 la stazione venne elettrificata. L'11 giugno 1964, in occasione del duecentesimo anniversario della sua entrata in servizio, il faro è stato dichiarato National Historic Landmark.

## Descrizione
Il faro è composto da una torre ottagonale in muratura dipinta di bianco alta 26 metri, con un diametro alla base di 8,8 metri che diminuisce salendo verso l'alto fino ai 4,6 metro della sommità. La lanterna in cima alla torre è equipaggiata con una lente di Fresnel del terzo ordine.

Accanto alla torre si trova un edificio in stile vittoriano risalente al 1883 un tempo utilizzata come abitazione dei custodi.